# Пилот (Секретные материалы)
«Пилот» (англ. «Pilot») — пилотная серия первого сезона сериала «Секретные материалы». По сюжету молодой агент ФБР Дана Скалли назначена в напарники другому агенту, Фоксу Малдеру, который занимается расследованием дел, связанных с паранормальными явлениями. В первом совместном деле  Малдер и Скалли расследуют несколько загадочных смертей, которые, по мнению Малдера, являются следствием экспериментов, проводимых пришельцами над людьми.
«Пилот» положил начало так называемой «мифологии „Секретных материалов“» — основной сюжетной линии, развивавшейся на протяжении всех девяти сезонов, отснятых в период с 1993 по 2002 годы, и получившей развитие в продолжении сериала, премьера которого состоялась в 2016 году. В пилоте были заданы характеры главных героев, которые стали нетрадиционными для телевидения того периода: в «Секретных материалах» роль скептика отводилась женщине, тогда как мужчина был более открыт к возможности существования паранормальных явлений. Помимо Малдера и Скалли в эпизоде также появились Курильщик, впоследствии ставший главным антагонистом сериала, и ряд повторяющихся второстепенных персонажей.
Съёмки эпизода, бюджет которого составил два миллиона долларов США, проходили в течение двух недель в марте 1993 года в Ванкувере и его окрестностях. Последующие пять сезонов были отсняты там же; начиная с шестого сезона, съёмки, по настоянию Дэвида Духовны, были перенесены в Лос-Анджелес.
«Пилот» впервые вышел в эфир 10 сентября 1993 года на телеканале FOX. Количество домохозяйств, видевших премьеру, оценивается в 7,4 миллиона, а общее количество зрителей — в 12 миллионов. От высокопоставленных сотрудников телекомпании FOX, критиков и зрителей эпизод получил преимущественно похвальные отзывы, в результате чего сериал закрепился на телевидении.

## Сюжет
Молодая девушка бежит ночью по лесу. Внезапно перед ней возникает яркий свет, из которого выходит неизвестный человек. Утром девушку находят мертвой полицейские. Шериф опознаёт девушку как Карен Свенсон, одноклассницу своего сына. На пояснице Свенсон видны две необычные красные точки.
Специальный агент Скалли, доктор и преподаватель Академии ФБР в Вирджинии, прибывает в штаб-квартиру ФБР в Вашингтоне для встречи со своим шефом. Он поручает Скалли работу в неофициальном проекте «Секретные материалы» — архиве таинственных, нерешённых дел ФБР, связанных с паранормальными явлениями. Скалли проинструктирована войти в доверие к Фоксу Малдеру — агенту, занимающемуся расследованием дел из «Секретных материалов». Малдер проявляет специфический интерес к ряду таинственных случаев, происходящих по всей территории США, но связанных одним общим признаком — две странные красные отметки на коже жертв. Малдер и Скалли летят в Бельфлёр, штат Орегон, расследовать смерть Карен Свенсон.
На кладбище агенты эксгумируют труп Рэя Соумса, одного из одноклассников Карен, однако во вскрытом гробу обнаруживается странный труп гуманоида. Рентген показывает неопознанный металлический объект, внедрённый в носовую пазуху существа. От психиатра Соумса, лечившего Рэя от шизофрении, Малдер и Скалли узнают о Билли Майлсе и Пегги О’Делл (одноклассниках Свенсон и Соумса), которые попали в автомобильную катастрофу и с тех пор находятся в больнице. Майлс парализован и не может ни двигаться, ни говорить, а О’Делл прикована к инвалидному креслу. В присутствии Скалли и Малдера О’Делл внезапно охватывает истерика, и Малдер украдкой замечает две красных отметки у неё на спине.
Проводя ночью обыск на месте, где была найдена Карен Свенсон, агенты сталкиваются с шерифом, который прогоняет их из леса, заявляя, что у них нет разрешения здесь находиться. Агенты отправляются в мотель, но по дороге их ослепляет странный свет с неба, который приводит к отключению всех систем автомобиля. Когда свет исчезает, Малдер смотрит на часы и заявляет, что 9 минут из их жизни пропали неизвестно куда, что совпадает с обстоятельствами некоторых известных ему похищений людей инопланетянами.
В мотеле Малдер рассказывает Скалли, что причина его интереса к «Секретным материалам» происходит из его детства, когда его восьмилетняя сестра была похищена из спальни, а он не мог ей ничем помочь. Малдер говорит, что он не помнил ничего из этого, пока не воспользовался регрессивным гипнозом.
Агенты получают анонимный звонок, в котором сообщается, что Пегги О’Делл погибла, попав под машину, когда бежала по шоссе. При расследовании инцидента агенты узнают, что результаты вскрытия трупа были уничтожены. Они возвращаются в мотель и обнаруживают, что переносной компьютер Скалли и все собранные улики сгорели в пожаре. Агенты выясняют, что им звонила Тереза Немман, дочь доктора, который первым выполнял вскрытие трупов жертв. Сидя с агентами в ресторане, Тереза признаёт, что у неё есть красные отметины на коже, и рассказывает, как яркий свет внезапно появился в небе вечером, когда она веселилась в лесу с друзьями: Билли Майлсом и Пегги О’Делл. Приехавшие доктор Немман и шериф, который оказывается отцом Билли Майлса, увозят девушку. Агенты едут на кладбище, чтобы вскрыть могилы двух других жертв, но могилы тех оказываются пусты.
Малдер выдвигает гипотезу, что Билли Майлс находится под управлением нечеловеческой силы. В больнице Скалли видит, что у парализованного Билли необычно грязные ноги, хотя медсестра утверждает, что он не покидал палаты. Агенты возвращаются в лес, надеясь собрать дополнительные доказательства. Шериф Майлс пытается остановить их, но он и Малдер становятся свидетелями того, как Билли несёт Терезу к месту, где были найдены другие тела. Яркий свет освещает Билли, и вокруг него кружит сильный вихрь. Моментом позже свет исчезает и ветер утихает. Билли стоит над Терезой, не зная, где он находится и как он сюда попал. Отметины с его кожи исчезают.
Через несколько месяцев Билли Майлс, прошедший сеанс регрессивного гипноза, вспоминает, что он и его одноклассники были похищены инопланетянами для проведения опытов. Когда опыты провалились, его друзья были убиты, а он находился под влиянием неизвестного предмета, внедрённого ему голову и отдававшего ему приказы.
После возвращения в Вашингтон Скалли сдаёт отчёт по делу. К удивлению её начальства, металлический объект, извлечённый из трупа, не был уничтожен вместе со всеми другими доказательствами. Скалли хранила его при себе и представила это как единственное оставшееся свидетельство случившегося. Лаборатория ФБР не смогла определить, что это за предмет и из чего он состоит. Выйдя из кабинета, Скалли сталкивается с Курильщиком, который заходит к её начальнику. Ночью ей домой звонит Малдер и сообщает, что папка с материалами по делу Билли Майлса пропала. Тем временем Курильщик помещает металлический объект, найденный Скалли, в огромное подземное хранилище в Пентагоне.

## Создание

### Пред-производственный период
Создатель «Секретных материалов», Крис Картер, хотел придумать сериал, который бы «пугал людей до смерти». Под влиянием сериала «Колчак: Ночной сталкер», который транслировался в 1970-е, Картеру пришла в голову идея о двух агентах ФБР, расследующих паранормальные явления. Придумывая главных героев, Картер отказался от стереотипной модели «скептик-мужчина и мечтатель-женщина», доминировавшей на телеэкране в тот период.
При выборе актёров на главные роли Картеру пришлось приложить немало усилий, чтобы утвердить Джиллиан Андерсон. На пробах Картер посчитал, что актриса удачно попала в образ своей героини, но телесеть отнеслась к его выбору отрицательно. По мнению Картера, продюсеры хотели видеть более взрослую и сексапильную женщину в роли Скалли. Андерсон на тот момент было 24 года, и хотя актриса завысила свой возраст на три года, для убеждения продюсеров этого оказалось недостаточно, и её кандидатуру отстаивал сам Картер. Дэвид Духовны же, напротив, был «фаворитом» на роль Малдера с самого начала, и проблем с его утверждением не возникло.
Уильям Б. Дэвис, появившийся в роли Курильщика, вспоминал, что изначально пробовался на более заметную роль в эпизоде: актёр собирался сыграть начальника агентов Блевинса, у которого по сценарию было несколько строчек текста. Вместо этого Дэвис получил роль без слов, однако именно этот персонаж стал главным антагонистом сериала в дальнейшем.

### Съёмки
Съёмки эпизода с заложенным бюджетом в 2 миллиона долларов начались в марте 1993 года и продлились две недели в Ванкувере и его окрестностях. На протяжении следующих пяти лет Ванкувер и близлежащие территории стали неизменным «домом» для сериала. Лишь начиная с шестого сезона съёмки были перенесены в Лос-Анджелес по настоянию Дэвида Духовны, чья карьера испытала подъём на волне успеха «Секретных материалов».
Сцены внутри здания ФБР снимались в здании телекомпании Канадской телерадиовещательной корпорации, так как съёмочная группа не смогла найти офисное здание с планировкой открытого типа из-за повсеместного перехода на кубиклы. Однако подгонять съёмки под график работы телекомпании оказалось проблемой, и для дальнейших съёмок сериала использовались офисные декорации, построенные в киностудии. Заключительная сцена на складе снималась на складе документов, принадлежащем Канадской телевизионной сети «Знание». В том же здании были отсняты сцены разговора Скалли с начальством. Потребовалось получить отдельное разрешение, чтобы персонаж Уильяма Б. Дэвиса мог курить в кадре.
Сцена на кладбище снималась в парке имени королевы Елизаветы, который повторно изображал кладбище в эпизоде «Кадиш». Кадры действия в больнице были отсняты в больнице Ривервью – психиатрической лечебнице, частично закрытой на тот момент. В дальнейшем это здание неоднократно использовалось для съёмок сериала.
Лесные сцены снимались в долине Линн, в Сеймурском демонстрационном лесу (ныне – Сеймурский резерв). Для передвижения съёмочного оборудования были проложены временные дорожки на общую сумму в 9 тысяч долларов. Сеймурский демонстрационный лес стал одной из наиболее часто используемых в сериале натурных локаций: за первые пять сезонов здесь были частично или полностью отсняты сцены 24-х эпизодов. Напротив, дом, где по сценарию находилась квартира Скалли, повторно появился лишь в эпизоде «Узкий» и больше не использовался из-за ограниченного количества доступных ракурсов: большая часть обратных точек неизбежно показывало большую парковку через дорогу, что не устраивало создателей.
Джиллиан Андерсон выражала недовольство сценой, в которой Скалли в халате приходит в номер к Малдеру и просит его посмотреть на странные отметины на её пояснице, которые, как выясняется, являются следами комариных укусов. Актриса сочла сцену натянутой, заметив, что «укусы могли быть на моём плече или что-то в таком роде». Однако Картер пояснил, что смысл сцены был в том, чтобы подчеркнуть платоническую природу отношений между Малдером и Скалли.

### Пост-производственный период
Пост-производственная работа была завершена в мае 1993 года. В её процессе в эпизод были добавлены архивные съёмки здания ФБР имени Дж. Эдгара Гувера. В дальнейшем роль здания ФБР в сериале играл один из корпусов Университета имени Саймона Фрейзера в Ванкувере.
Крутящийся вихрь листьев, посреди которого стоит Билли Майлс в кульминационной сцене, был сгенерирован при помощи компьютерной графики Мэттом Беком, специалистом сериала по спецэффектам. Крис Картер назвал эту задачу «более сложной, чем высадка в Нормандии».
Окончательная версия эпизода была смонтирована за три часа до её закрытого показа перед высокопоставленными сотрудниками телекомпании, от которых зависел выход серии в эфир.

### Удалённые сцены
В финальный вариант эпизода не попало несколько сцен. Одна из них давала большее представление о жизни Скалли до её визита в кабинет Скотта Блевинса. В оригинальной версии сценария Скалли впервые появлялась на экране в образе инструктора в Академии ФБР в Куантико, Виргиния, где читала лекцию о физиологии убийства (конкретно, об убийстве посредством электротока) небольшой группе стажёров. В это время в аудиторию входил агент, который давал Скалли записку, где было написано «Ваше присутствие требуется в Вашингтоне, в 16:00 ровно». Прочитав записку, Скалли смотрела на свои часы, которые показывали «13:03». Большая часть этой сцены была отснята, но не была включена в окончательную версию эпизода.
Также были удалены две сцены с участием Тима Рэнсома, который играл роль возлюбленного Скалли по имени Итан Минетт (англ. Ethan Minette). В первой сцене с ним Скалли отменяет их планы на отпуск из-за порученного ей дела в Орегоне. Во второй — Скалли отвечает на телефонный звонок Малдера, лежа в постели с Минеттом, тогда как последний молчит. Наличие предмета романтического интереса у Скалли было попыткой компенсировать отсутствие такового между ней и Малдером. В итоге Крис Картер решил, что такого персонажа очень просто удалить из эпизода, потому что его присутствие замедляло сцены, в которых присутствовали Малдер и Скалли. Создатель сериала также решил, что гораздо интереснее будет наблюдать за развитием отношений агентов, чем отношений Скалли с её возлюбленным.

## Эфир и отзывы
«Пилот» впервые вышел в эфир на телеканале FOX 10 сентября 1993 года. По шкале Нильсена эпизод получил рейтинг 7,9 балла с 15-процентной долей, означающий, что из всех телевизоров в домохозяйствах США 7,9 работал в вечер премьеры эпизода, и 15 процентов из этого числа был настроены на канал FOX. Количество домохозяйств, видевших пилотную серию «Секретных материалов», оценивается в 7,4 миллиона, а общее количество зрителей – в 12 миллионов.
Достичь сыгранности на экране трудно, но Духовны и Андерсон делают это блестяще. С момента их встречи они выглядят так как будто всегда работали в дуэте.
От зрителей и критиков эпизод получил преимущественно положительные отзывы. Журнал Variety раскритиковал «использование переработанных концепций», но похвалил постановку и отметил хороший потенциал. Дуэт Духовны-Андерсон журнал назвал «крепким», сценарий Картера «гениальным», а визуальную составляющую «искусно сделанной», резюмировав, что эпизод дал новый толчок телевизионной научной фантастике. Entertainment Weekly охарактеризовал Скалли как «хмыкающего скептика» в пилотной серии, однако чье восприятие к концу сезона постепенно становится более открытым к паранормальным явлениям. Уже после выхода всего лишь четырёх эпизодов «Секретных материалов» журнал назвал сериал «самым параноидальным, революционным шоу на телевидении», отметив «чудесное напряжение между Андерсон, подвергающей сомнению происходящее, и Духовны, который выглядит как по настоящему отчаянно верящий [человек]».
Кит Фиппс в статье для The A.V. Club присвоил эпизоду оценку «А» (высший балл). Критик посчитал, что серия удачно «заложила фундамент» для будущих эпизодов, а сыгранность Духовны и Андерсон «уже была» с самого начала . Мэтт Хэй в статье для Den of Geek также положительно отозвался об эпизоде, отметив сыгранность исполнителей главных героев и высокое качество сценария.
В 2012 году журнал SFX поставил эпизод на 10-е место в списке лучших пилотных серий в жанре научной фантастики, сказав, что «у него есть всё, что мы привыкли ожидать от шоу». Сюжет «Пилота» был адаптирован писателем Лесом Мартином для молодёжного романа под названием «X Marks the Spot» (рус. Крест обозначает место).
От членов съёмочной группы и тех, кто присоединился к ней в будущем, «Пилот» тоже заслужил хорошие отзывы. Продюсер и сценарист Глен Морган посчитал, что эпизод впечатляюще совместил в себе «Молчание ягнят» и «Близкие контакты третьей степени» и, что на тот момент - это был единственный «действительно страшный телесериал». Сценарист Говард Гордон заявил, что «„Пилот“ успешно задал тон всего шоу». Гордон отметил характерную для пилотных выпусков сложность, заключающуюся в необходимости представить зрителю «за 48 минут» как главную сюжетную линию сериала, так и его главных героев, и сказал, что «Секретные материалы» справились с этой задачей, сумев «великолепно совместить все составляющие». По воспоминаниями Криса Картера, закрытый показ для Руперта Мёрдока и высокопоставленных сотрудников FOX в какой-то момент был прерван их «спонтанными аплодисментами».